# Ectatoderus
Ectatoderus is een geslacht van rechtvleugeligen uit de familie Mogoplistidae. De wetenschappelijke naam van dit geslacht is voor het eerst geldig gepubliceerd in 1847 door Guérin-Méneville.

## Soorten
Het geslacht Ectatoderus omvat de volgende soorten:
- Ectatoderus aldabrae Gorochov, 1994
- Ectatoderus angusticollis Chopard, 1969
- Ectatoderus annulicornis Chopard, 1917
- Ectatoderus annulipedus Shiraki, 1911
- Ectatoderus apterus Chopard, 1925
- Ectatoderus argentatus Ingrisch, 2006
- Ectatoderus bimaculatus Sjöstedt, 1910
- Ectatoderus brevipalpis Chopard, 1957
- Ectatoderus castigatus Karsch, 1893
- Ectatoderus ceylonicus Chopard, 1928
- Ectatoderus collatatus Karsch, 1893
- Ectatoderus feai Chopard, 1917
- Ectatoderus fernandezi Bolívar, 1914
- Ectatoderus guichardi Gorochov, 1993
- Ectatoderus hesperus Rehn & Hebard, 1912
- Ectatoderus insularis Bruner, 1906
- Ectatoderus kilimandjaricus Sjöstedt, 1910
- Ectatoderus latus Chopard, 1917
- Ectatoderus leuctisonus Yang & Yen, 2001
- Ectatoderus loricatus Saussure, 1877
- Ectatoderus machadoi Chopard, 1962
- Ectatoderus marginatus Bey-Bienko, 1966
- Ectatoderus meridionalis Karny, 1910
- Ectatoderus nigriceps Bolívar, 1912
- Ectatoderus nigriventris Guérin-Méneville, 1847
- Ectatoderus ochraceus Sjöstedt, 1910
- Ectatoderus pallidegeniculatus Brunner von Wattenwyl, 1893
- Ectatoderus samui Ingrisch, 2006
- Ectatoderus sandrasagarai Fernando, 1956
- Ectatoderus sikorai Gorochov, 1988
- Ectatoderus sordidus Walker, 1869
- Ectatoderus squamiger Bolívar, 1912
- Ectatoderus tamna Kim, 2011
- Ectatoderus tubulatus Rehn & Hebard, 1912
- Ectatoderus varicolor Saussure, 1877
- Ectatoderus voeltzkowi Saussure, 1899